# Суровцева, Марина Игоревна
Марина Игоревна Су́ровцева (род. 17 июня 2000 года Кемеровская область) — российская спортсменка (вольная борьба). Дважды чемпионка России (2020, 2023). Мастер спорта.

## Биография
Марина родилась 17 июня 2000 года в поселке Щебзавод Кемеровской области. В 13 летнем возрасте она начала заниматься вольной борьбой под руководством Шилова Михаила Львовича в городе Белово. В юниорском возрасте начала представлять Белгородскую область. С 2020 года стала тренироваться в Санкт-Петербурге и представлять этот город на всероссийских турнирах.

## Спортивная карьера
Первые результаты для Марины пришли в 2016 году, на первенстве Сибирского федерального округа в составе сборной Кемеровской области она стала третьей, затем на первенстве Красноярского края она стала победительницей. На юниорском уровне в составе сборной Белогородской области на первенстве России 2018 она финишировала с «бронзой», но в следующем году уже стала чемпионкой страны и обладательницей бронзовой медали на первенстве Европы в Испании, на первенстве мира в Эстонии осталась без медали. В 2020 году стала чемпионкой России на взрослом уровне. В 2021 году на чемпионате Европы до 23 лет в Северной Македонии дошла до финала, но в упорной матче уступила польке Виктории Чолуж. Участница взрослого чемпионата мира 2021 в Осло, Норвегия. Серебряная медалистка Спартакиады сильнейших 2022 в Казани. Так же в 2022 году пришла третьей на чемпионате России и выиграла турнир лиги Поддубного. В начале 2023 года стала третьей на кубке Ивана Ярыгина в Красноярске, одолев в малом финале Виолетту Власову из Ростовской области.

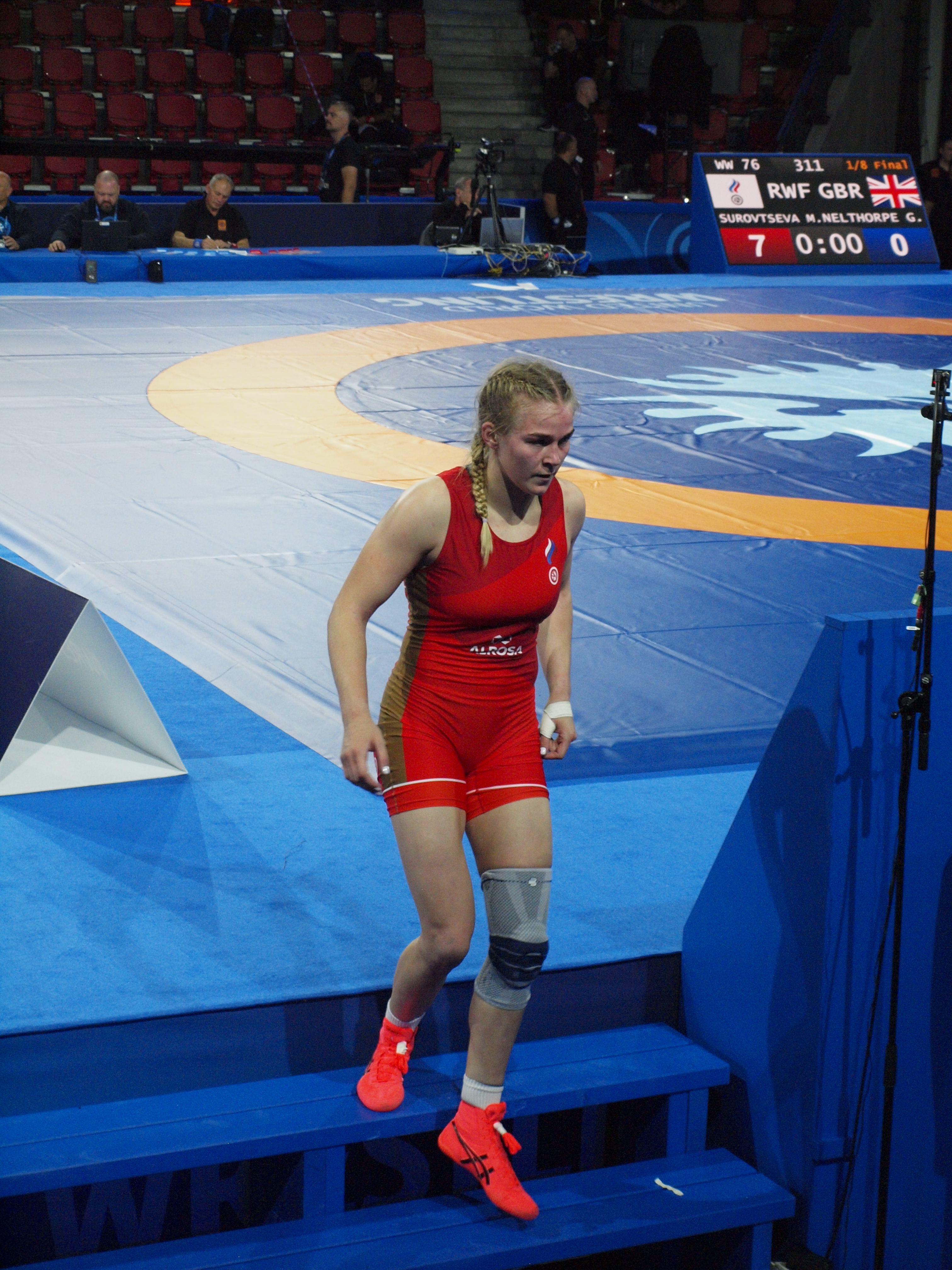
Марина на чемпионате мира 2021 после победы над британкой Джорджины Нелторп

## Спортивные награды
- 2019 Первенство Европы — ;
- 2020, 2023 Чемпионат России — ;
- 2021 Чемпионат Европы до 23 лет — ;
- 2021 Чемпионат мира — 9;
- 2022 Всероссийская спартакиада — ;
- 2022 Чемпионат России — ;
- 2023 Кубок Ивана Ярыгина — ;